# Asthenes vilcabambae
El piscuiz de Vilcabamba (Asthenes vilcabambae), también denominado cola-cardo de Vilcabamba es una especie de ave passeriforme de la familia Furnariidae perteneciente al numeroso género Asthenes. Es endémica de los Andes del sur de Perú.

## Distribución y hábitat
Se encuentra únicamente al norte de la cordillera de Vilcabamba al este del río Apurímac, oeste del departamento de Cuzco, en el sur de Perú.
Esta especie es considerada bastante común en su hábitat natural: el sotobosque de bosques arbustivos de la ladera oriental andina, cerca de la línea de vegetación arbórea, principalmente entre los 2800 y 3500 m de altitud.

## Sistemática

### Descripción original
La especie A. vilcabambae fue descrita por primera vez por los ornitólogos estadounidenses Charles Vaurie, John S. Weske y John Whittle Terborgh en 1972 bajo el nombre científico Schizoeaca vilcabambae; la localidad tipo es: «Cordillera Vilcabamba, 3190 m, 12°36′ S, 73°31′ W, Cuzco, Perú».

### Etimología
El nombre genérico femenino «Asthenes» deriva del término griego «ασθενης asthenēs»: insignificante; y el nombre de la especie «vilcabambae», se refiere a la localidad tipo: la cordillera de Vilcabamba, Perú.

### Taxonomía
Esta especie (incluyendo A. ayacuchensis), junto a Asthenes coryi, A. perijana, A. fuliginosa, A. griseomurina, A. harterti, A. palpebralis y A. helleri, estuvo anteriormente separada en un género Schizoeaca, y algunas veces fueron todas consideradas conespecíficas, aunque los patrones de plumaje difieren en un grado no encontrado al nivel de especies dentro de Furnariidae; los datos genéticos indican que, más que formar un grupo monofilético, todos estos taxones están mezclados dentro de Asthenes.
Ya fue considerada una subespecie de A. fuliginosa y está hermanada con Asthenes pudibunda. Es monotípica.
La especie A. ayacuchensis fue tratada como conespecífica con la presente, de quien fue separada, con base en las evidencias vocales y genético moleculares suministradas por Hosner et al. (2015); lo que fue aprobado en la Propuesta N° 697 al Comité de Clasificación de Sudamérica (SACC).